# Liste der Stolpersteine in Berlin-Frohnau
Die Liste der Stolpersteine in Berlin-Frohnau enthält die Stolpersteine im Berliner Ortsteil Frohnau im Bezirk Reinickendorf, die an das Schicksal der Menschen erinnern, die im Nationalsozialismus ermordet, deportiert, vertrieben oder in den Suizid getrieben wurden. Die Spalten der Tabelle sind selbsterklärend. Die Tabelle erfasst insgesamt 32 Stolpersteine und ist teilweise sortierbar; die Grundsortierung erfolgt alphabetisch nach dem Familiennamen.
| Bild | Name                 | Standort                  | Verlegedatum  | Leben |
| ---- | -------------------- | ------------------------- | ------------- | --- |
|      | Wolfgang Besig       | Hainbuchenstraße 20       | 9. Nov. 2019  | Wolfgang Besig kam 1914 als Sechsjähriger mit seiner Familie nach Frohnau. Am 6. Mai 1940 – seinem 32. Geburtstag – wurde er zur Wehrmacht eingezogen. 15 Monate später beging er Fahnenflucht und versteckte sich auf dem Dachboden seines Elternhauses. Nachdem Nachbarn ihn verrieten, wurde er 1942 verhaftet, wegen Fahnenflucht verurteilt und am 14. Juli 1942 hingerichtet. |
|      | Edith Anita Freund   | Knappenpfad 7             | 27. März 2010 | |
|      | Else Freund          | Knappenpfad 7             | 27. März 2010 | |
|      | Gerhard Freund       | Knappenpfad 7             | 12. Dez. 2007 | |
|      | Ellen Grün           | Markgrafenstraße 22       | 5. Aug. 2011  | |
|      | Erna Grün            | Markgrafenstraße 22       | 5. Aug. 2011  | |
|      | Leo Grün             | Markgrafenstraße 22       | 5. Aug. 2011  | |
|      | David Heimann        | Markgrafenstraße 64       | 16. Juli 2007 | David Heimann wurde am 13. März 1864 im schlesischen Festenberg (heute Twardogóra / Polen) geboren. David Heimann war ein erfolgreicher Kaufmann für Lederwaren. 1904 siedelte er mit seiner Familie nach Berlin über. Während des Ersten Weltkrieges verlegte Heimann seinen Wohnsitz nach Frohnau. Er war stark in der Jüdischen Gemeinde engagiert, u. a. als Vorsitzender der Synagogengemeinde sowie Kuratoriumsmitglied des Jugend-, Mädchen- und Altersheimes in Berlin-Hermsdorf. 1940 musste er sein Haus unter Wert verkaufen und wurde aus dem Haus vertrieben. Am 11. September 1942 wurde er verhaftet und drei Tage später mit dem „62. Alterstransport“ nach Theresienstadt deportiert. David Heimann wurde vermutlich im KZ Minsk umgebracht. |
|      | Rosa Heimann         | Markgrafenstraße 64       | 16. Juli 2007 | Rosa Heimann, geb. Arnfeld, verw. Scheer, wurde am 12. Februar 1870 in Bad Polzin in Pommern (heute: Połczyn-Zdrój / Polen) geboren. Als 1924 ihre ältere Schwester Clara, Ehefrau des Kaufmannes David Heimann, mit 57 Jahren starb, heiratete sie in zweiter Ehe ihren verwitweten Schwager. 1940 mussten sie ihr Haus unter Wert verkaufen und wurden aus dem Haus vertrieben. Rosa Heimann starb am 1. Januar 1942 und wurde auf dem Jüdischen Friedhof in Weißensee neben ihrem ersten Ehemann bestattet. |
|      | Julius Herrmann      | Im Amseltal 29            | 5. Aug. 2011  | |
|      | Paula Herrmann       | Im Amseltal 29            | 5. Aug. 2011  | |
|      | Rudolf Herzfeld      | Ludolfingerweg 42         | 17. März 2011 | Rudolf Herzfeld wurde am 7. August 1895 in Horn/Westfalen geboren und hatte zwei Brüder. Er kam vermutlich 1915 nach Berlin und wohnte zunächst in Schöneberg. Er war als Fabrikant tätig und erwarb mit dem Fabrikanten Siegmund Fendler das Grundstück Franziskaner Weg 19–21 in Berlin-Frohnau, heute Ludolfinger Weg 40–44. Rudolf Herzfeld betrieb eine Firma für Import, Export und war im Bank- und Finanzierungsgeschäft tätig. Vor seiner Deportation wohnte Rudolf Herzfeld in Charlottenburg. Am 17. November 1941 wurde Rudolf Herzfeld zusammen mit 1005 weiteren Personen vom Bahnhof Berlin-Grunewald mit dem „6. Osttransport“ nach Kowno in Litauen deportiert und dort am 25. November 1941 erschossen. |
|      | Anna Hornik          | Am Eichenhain 37          | 23. Juli 2012 | Anna Hornik wurde 1889 als Anna Cohn in Berlin geboren. Sie war gelernte Schneiderin und hatte 1913 in der Reinickendorfer Straße 95 eine Firma für Damenkonfektion gegründet, dessen letzte Adresse noch 1939 die Leipziger Straße 67 war. Nach ihrer Heirat mit Max Hornik zog sie zunächst zu ihm in die Lodystraße 41, heute Gollanczstraße 3. Zu Beginn der 1930er Jahre baute die Familie ein Haus in der Straße Am Eichenhain. Später wurden Anna und Max Hornik in ein Judenhaus in der GroßŸŸen Frankfurter Straße zwangsverwiesen, bevor beide am 25. Januar 1942 mit dem X. Osttransport nach Riga deportiert wurden, wo sie verschollen sind. |
|      | Heinz Hornik         | Am Eichenhain 37          | 8. Aug. 2014  | Heinz Hornik wurde am 19. Oktober 1910 in Berlin geboren. Er litt bereits im Kindesalter unter epileptischen Anfällen und galt als schwer erziehbar. Mit 14 Jahren verließ er die Schule und wurde in der Anstalt für Epileptische Wuhlgarten behandelt, 1925 wurde für ihn eine vorläufige Fürsorgeerziehung angeordnet. Am 31. Oktober 1931 wurde sein Vater Max Hornik offiziell zum Vormund ernannt, nachdem Heinz wegen Geistesschwäche entmündigt wurde; 1934 wurde er zwangssterilisiert. Heinz lebte weiterhin bei seinen Eltern in Frohnau und machte eine Ausbildung zum Gärtner. Einen festen Beruf fand er dann in der Bau- und Möbeltischlerei Wilhelm Albetzki in Spandau. Jedoch geriet er mit seinem Arbeitgeber in einen Streit, der sich zu einer tätlichen Auseinandersetzung auswuchs. Daraufhin wurde er am 8. Dezember 1941 in die Wittenauer Heilstätten eingewiesen. Er wurde am 17. April 1942 in die Landesanstalt Görden verlegt, am 2. November 1944 sollte er in eine zentrale Pflegeanstalt für Juden verlegt werden. Es ist zwar belegt, dass die Gestapo den Abtransport der Patienten durchführte, über weitere Einzelheiten das Transports und das Schicksal der betroffenen Patienten ist jedoch nichts bekannt. |
|      | Max Mayer Hornik     | Am Eichenhain 37          | 23. Juli 2012 | Max Mayer Hornik wurde am 29. September 1879 in Dynow geboren. Der Kaufmann heiratete Serafine Kiesler, mit der er einen Sohn, Hermann Eberhard Hornik, hatte. Dieser studierte Medizin und wanderte in den 1930er Jahren in die USA aus. Max Hornik heiratete ein zweites Mal, dieses Mal die zehn Jahre jüngere Anna Cohn, die zunächst zu ihm in die Lodystraße 41, heute Gollanczstraße 3, zog. Zu Beginn der 1930er Jahre baute die Familie ein Haus in der Straße Am Eichenhain. Später wurden Anna und Max Hornik in ein Judenhaus in der GroßŸŸen Frankfurter Straße zwangsverwiesen, bevor beide am 25. Januar 1942 mit dem X. Osttransport nach Riga deportiert wurden, wo sie verschollen sind. |
|      | Artur Israel         | Kreuzritterstraße 12a     | 22. Aug. 2006 | |
|      | Herta Israel         | Kreuzritterstraße 12a     | 22. Aug. 2006 | |
|      | Gertraud Kuppenheim  | Tannenstraße 7            | 8. Dez. 2023  | |
|      | Hans Kuppenheim      | Tannenstraße 7            | 8. Dez. 2023  | |
|      | Ilse Kuppenheim      | Tannenstraße 7            | 8. Dez. 2023  | |
|      | Gerhard Lazarus      | Kreuzritterstraße 16      | 8. Aug. 2014  | Dr. Gerhard Lazarus emigrierte nach Großbritannien, hielt sich jedoch im Mai 1940 zum Zeitpunkt des Überfalls der Wehrmacht in Belgien auf. Er wurde inhaftiert, 1942 nach Auschwitz deportiert und starb dort kurz darauf. |
|      | Max Levi             | Am Rosenanger 21          | 8. Aug. 2014  | |
|      | Olga Levi            | Am Rosenanger 21          | 8. Aug. 2014  | |
|      | Ingeborg Löbl        | Im Amseltal 29            | 5. Aug. 2011  | |
|      | Else Michaelis       | Markgrafenstraße 64       | 16. Juli 2007 | |
|      | Hans Michaelis       | Markgrafenstraße 64       | 16. Juli 2007 | |
|      | Karl Neuhof          | Zeltinger Straße 65       | 17. März 2011 | Finanziert wurde der Stolperstein von der VVN-BdA Reinickendorf und der Partei Die Linke Reinickendorf. |
|      | Bertha Nördlinger    | Markgrafenstraße 64       | 16. Juli 2007 | |
|      | Johanna Rudolphson   | Ludolfingerweg 35         | 8. Aug. 2014  | Die Familie von Johanna Rudolphson gehörte mit zu den ersten Einwohnern Frohnaus. Um die nach der Pogromnacht 1938 auferlegte Sühnesteuer zahlen zu können, musste Johanna Rudolphson ihr Haus verkaufen. Sie wurde 1943 nach Theresienstadt deportiert und 1944 in Auschwitz ermordet. |
|      | Margarete Rudolphson | Ludolfingerweg 35         | 8. Aug. 2014  | Margarete Rudolphson ist die Tochter von Johanna Rudolphson. Sie floh nach den Pogromen ins Ausland und beging 1941 in London Selbstmord. |
|      | Annemarie Wolff      | Oranienburger Chaussee 53 | 8. Aug. 2014  | Annemarie Wolf (geb. Richter) machte in Berlin eine Ausbildung als Röntgenassistentin. Hier lernte sie den Nervenarzt Fritz Künkel kennen und ließ sich als Individualpsychologin und Heilpädagogin ausbilden. Mit 26 Jahren eröffnete Annemarie Wolf ihr erstes 'Kinderheim für schwererziehbare Mädchen und Jungen'. Aufnahme fanden gesunde und psychisch kranke Kinder meist aus zerrütteten Familien (häufig in Folge von Arbeitslosigkeit und finanzieller Notlage). Bereits im März 1933 erfolgte die erste Verhaftung und Annemarie Wolff wurde mit einem Berufsverbot belegt. Daraufhin führte sie ihr Heim verdeckt an verschiedenen Standorten bis zur Verhaftung 1937 weiter. Nach einer Flucht nach Kroatien konnte ihr sie ein Kinderheim bis zur Okkupation Kroatiens durch die deutsche Wehrmacht 1941 weiter führen. Im Sommer 1944 wurde Annemarie Wolff von der Gestapo aufgespürt, ins KZ Jasenovac gebracht und dort Anfang 1945 ermordet. |
|      | Röschen Woyde        | Markgrafenstraße 22       | 5. Aug. 2011  | |